# Јерофант (тарот карта)
Јерофант (V) је пета карта Велике Аркане у окултним тарот шпиловима. Изводи се из историјске карте познате као Папа у шпилу карата за играње. Користи се приликом гатања.

## Опис и симболика
У многим модерним чопорима, Јерофант је представљен са десном руком подигнутом у знак благослова, два прста окренута ка небу и два окренута надоле, формирајући тако мост између раја и пакла који подсећа на онај који формира тело Обешеника. Јерофант представља, дакле, правог „понтифика“, тј. моста између божанства и човечанства. У левој руци држи троструки крст. Јерофант је обично мушког рода, чак и у шпиловима који имају феминистички поглед на Тарот, као што је Тарот Мајке Мира, Јерофант је такође познат и као "Учитељ мудрости".
У већини иконографских приказа, Јерофант се види како седи на престолу између два стуба која симболизују Закон и Слободу или послушност и непослушност, према различитим тумачењима. Носи троструку круну, а кључеви од Неба су му пред ногама. Понекад је приказан са обожаваоцима, јер је његова алтернативна титула Папа, а понекад и Јупитер. Карта је такође позната и као „Високи свештеник”, тј. пандан „Високој свештеници” (која је и сама понекад позната као „Папиница”, тј. пандан „Папи”).

## Историја
Папство није било само верска сила, већ је била и политичка и војна сила. Када је тарот измишљен, папа је контролисао велики део централне Италије познат као Папска држава. Ренесансна култура није доводила у питање апстрактни идеал папе као отелотворење Божјег представника на Земљи, међутим други укључени у религиозну реформацију тог доба се не би сложили. У Марсејском тароту, он носи црвени огртач и плаву одору, за разлику од Папинице, који носи плави огртач и црвену одору.
У окултним круговима, модерни назив „Јерофант“ који се чешће среће је због Антоана Корта де Жебелена и био је покушај да се стандардни француски тарот пакет, Марсељски тарот, дехристијанизује из погрешног веровања о прехришћанском пореклу. Према Де Жебелену, „јерофант“ је била титула главног свештеника у Елеусинским мистеријама. Међутим, историјски докази показују да су тарот карте измишљене у северној Италији у првој половини 15. века, а не у старом Египту.

## Тумачење
Према књизи А.Е. Вејта из 1910. Сликовни кључ тарота, карта Јерофант носи неколико гатачких асоцијација:
5. ЈЕРОФАНТ. --Брак, савез, заробљеништво, подвижништво; из другог угла, милошт и доброта; инспирација; човек коме Упитивач прибегава. Обратно: Друштво, добро разумевање, слога, прекомерна доброта, слабост.